# Doyen

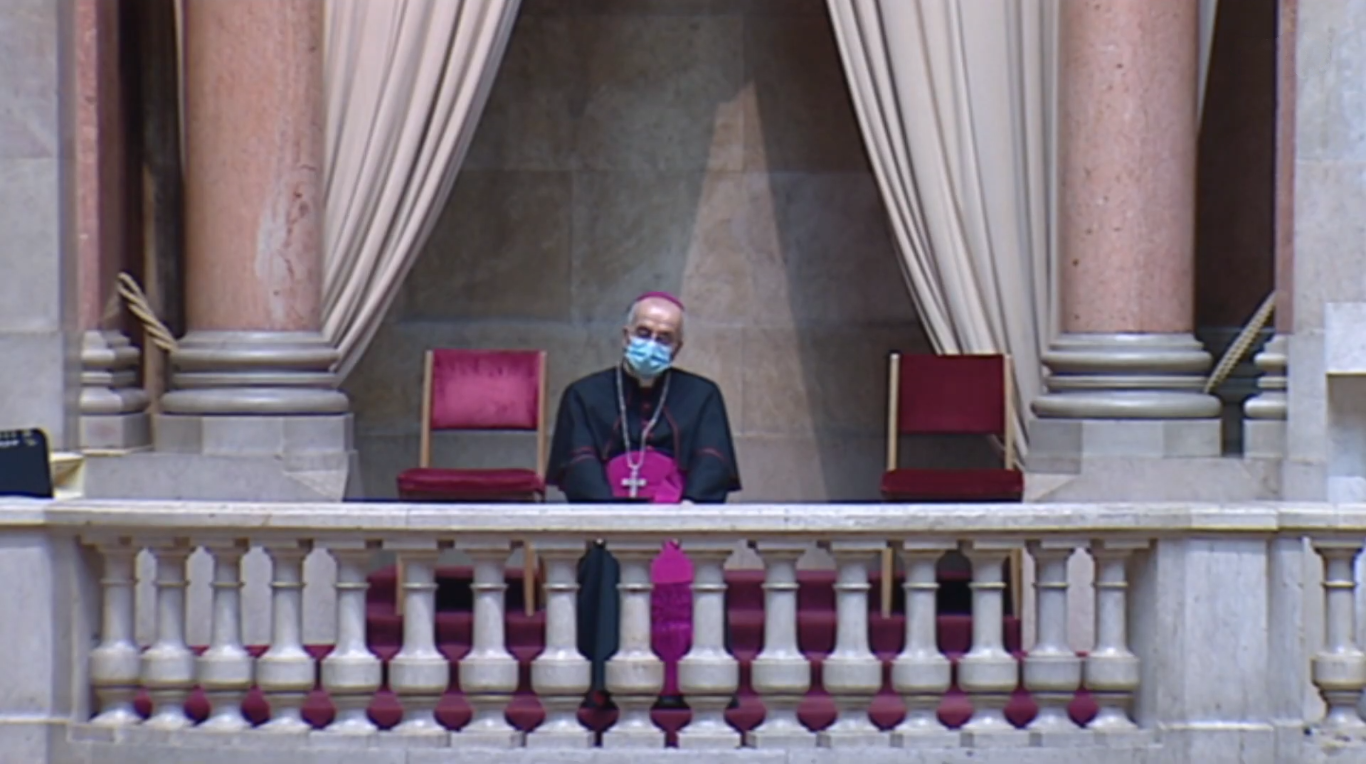
Apoštolský nuncius, arcibiskup Ivo Scapolo (děkan diplomatického sboru), sedící v jedné z galerií v paláci São Bento, sleduje druhou inauguraci prezidenta Marcela Rebela de Sousa dne 9. března 2021.

Doyen, francouzský výraz, z latinského decanus (děkan, nejstarší), je hlavou a mluvčím diplomatického sboru, který zastupuje vůči hostující zemi. Zpravidla je jím nuncius nebo nejdéle akreditovaný diplomat.
V přeneseném významu se jako doyen označuje vůdčí osobnost nějakého vědeckého nebo uměleckého oboru, hudebního žánru apod.